# Белка и Стрелка
Белка и Стрелка — собаки-космонавты, совершившие космический полёт на советском корабле «Спутник-5» 19 августа 1960 года.
Основной целью полёта было исследование влияния на организм животных и других биологических объектов факторов космического полёта: перегрузка, длительная невесомость, переход от перегрузок к невесомости и обратно, изучение действия космической радиации на животных и растительные организмы, на состояние их жизнедеятельности и наследственность, отработка систем, обеспечивающих жизнедеятельность человека, безопасность полёта и благополучное возвращение на Землю. Также было проведено несколько медико-биологических экспериментов и научных исследований космического пространства.
Полёт продолжался более 25 часов. За это время корабль совершил 17 полных витков вокруг Земли. Белка и Стрелка стали первыми животными, которые совершили орбитальный космический полёт и успешно вернулись на Землю.

## Подготовка к полёту
В 1957 году главным конструктором Сергеем Павловичем Королёвым была поставлена задача — подготовить собак для суточного орбитального полёта с возможностью возвращения обратно в спускаемом аппарате. Для этого были отобраны 12 собак. Первоначальный отбор вёлся по специальной методике — собаки должны были весить до 6 килограммов, иметь высоту до 35 сантиметров, возраст от двух до шести лет. Отбирались только самки, так как для них проще было разработать ассенизационное устройство. Кроме того, окраска должна была быть светлой для лучшего наблюдения с экранов мониторов. Собаки должны были выглядеть привлекательно на случай, если их будут представлять СМИ.
Основная часть подготовки к полёту проходила на производственной базе Института медико-биологических проблем в Москве. Несколько месяцев собак приучали к длительному пребыванию в кабинах малого объёма в условиях длительной изоляции и шума. Собаки привыкали к приёму специальной пищи, в которую добавлялись витамины и микроэлементы на основе березовой чаги из автоматов кормления, ношению одежды и датчиков и к туалету. Пища, которая представляла собой желеобразную массу, рассчитанную на полное обеспечение потребности животных в пище и воде, была разработана И. С. Балаховским. Самым сложным было приучение животных к малому объёму и замкнутому пространству. Для этого их помещали в металлический ящик, соответствовавший размерами контейнеру спускаемого аппарата, а затем на длительное время размещали в макете космического корабля. Несмотря на то, что предполагался односуточный полёт в космос, собак тренировали на более длительный срок — до восьми суток. В контейнерах, которые разрабатывались двухместными, они могли видеть и слышать друг друга.
Одними из наиболее приспособившихся собак-претендентов были Белка и Стрелка. Белка — беспородная самка белого окраса — была лидером в команде, самая активная и общительная. На тренировках показывала лучшие результаты, в числе первых подходила к миске с едой и первая научилась лаять, если что-то происходило не так. Стрелка — беспородная самка светлого окраса с коричневыми пятнами — была робкой и немного замкнутой, но тем не менее дружелюбной. Обеим собакам ко времени полёта в космос было около двух с половиной лет.
Заключительный этап тренировок предполагал испытания животных в условиях, приближённых к реальным условиям орбитального полёта. Собаки в специальной одежде с датчиками и ассенизационными устройствами находились в герметической кабине. Белка и Стрелка успешно прошли испытания на вибростенде и центрифуге и были поставлены в условия предполётного режима. За собаками круглосуточно наблюдали врачи и лаборанты, которые во время дежурства отмечали в специальном журнале изменения, происходившие в течение суток.
28 июля 1960 года в результате аварии первой ступени космического аппарата Спутник-5-1 погибли собаки Лисичка и Чайка. Анализ телеметрических данных показал, что причиной было разрушение камеры сгорания бокового блока ракеты на 23-й секунде полёта вследствие высокочастотных колебаний. Сразу после аварии было принято решение обеспечить возможность катапультирования капсулы с животными в случае аварии на активном участке полёта. Следующий корабль Спутник-5, на котором полетели Белка и Стрелка, отличался от предыдущего только наличием катапультируемой капсулы.

## Космический аппарат

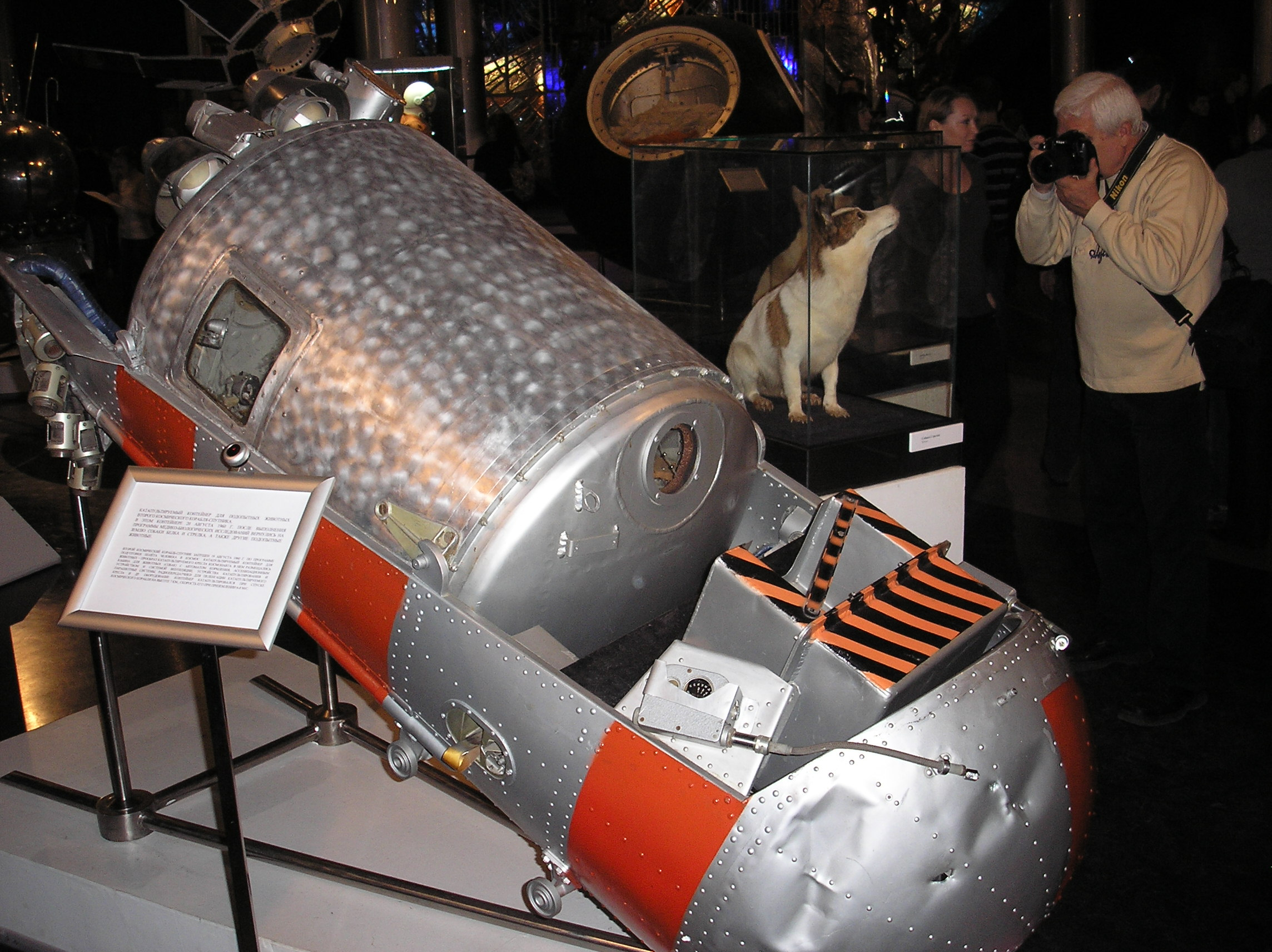
Катапультируемый контейнер Белки и Стрелки в Музее космонавтики

Пятый космический аппарат «Спутник-5» серии «Спутник» был изготовлен в ОКБ-1 под руководством С. П. Королёва в подмосковном Калининграде (ныне Королёв).
Корабль состоял из двух частей — кабины и приборного отсека. В кабине были расположены аппаратура обеспечения жизнедеятельности животных, оборудование для биологических экспериментов, часть аппаратуры для научных исследований (фотоэмульсионные блоки и радиометр), часть аппаратуры системы ориентации, аппаратура регистрации ряда технических параметров (угловых скоростей, перегрузок, температур, шумов и т. д.), автоматические системы, обеспечивающие приземление, аппаратура для регистрации данных о работе приборов, а также физиологических параметров собак на участке спуска.
Катапультируемый контейнер, в котором находились собаки и другие биообъекты, был одним из вариантов контейнера, разработанного для будущих полётов человека. В контейнере были расположены кабина для животных с лотком, автоматом кормления, ассенизационным устройством, системой вентиляции и т. п., катапультные и пиротехнические средства, радиопередатчики для пеленгации после приземления, телевизионные камеры с системой подсвета и зеркал, блоки с ядерными фотоэмульсиями. Внутри кабины крепились автомат для кормления, контейнеры для мелких биообъектов и микрофон для контроля уровня шума в кабине во время полёта.
Кроме собак, в катапультируемом контейнере находились 12 мышей, насекомые, растения, грибковые культуры, семена кукурузы, пшеницы, гороха, лука, некоторые виды микробов и другие биообъекты. Вне катапультируемого контейнера в кабине корабля были размещены 28 лабораторных мышей и 2 белые крысы. Масса корабля-спутника без последней ступени ракеты-носителя составляла 4600 кг.

## Полёт

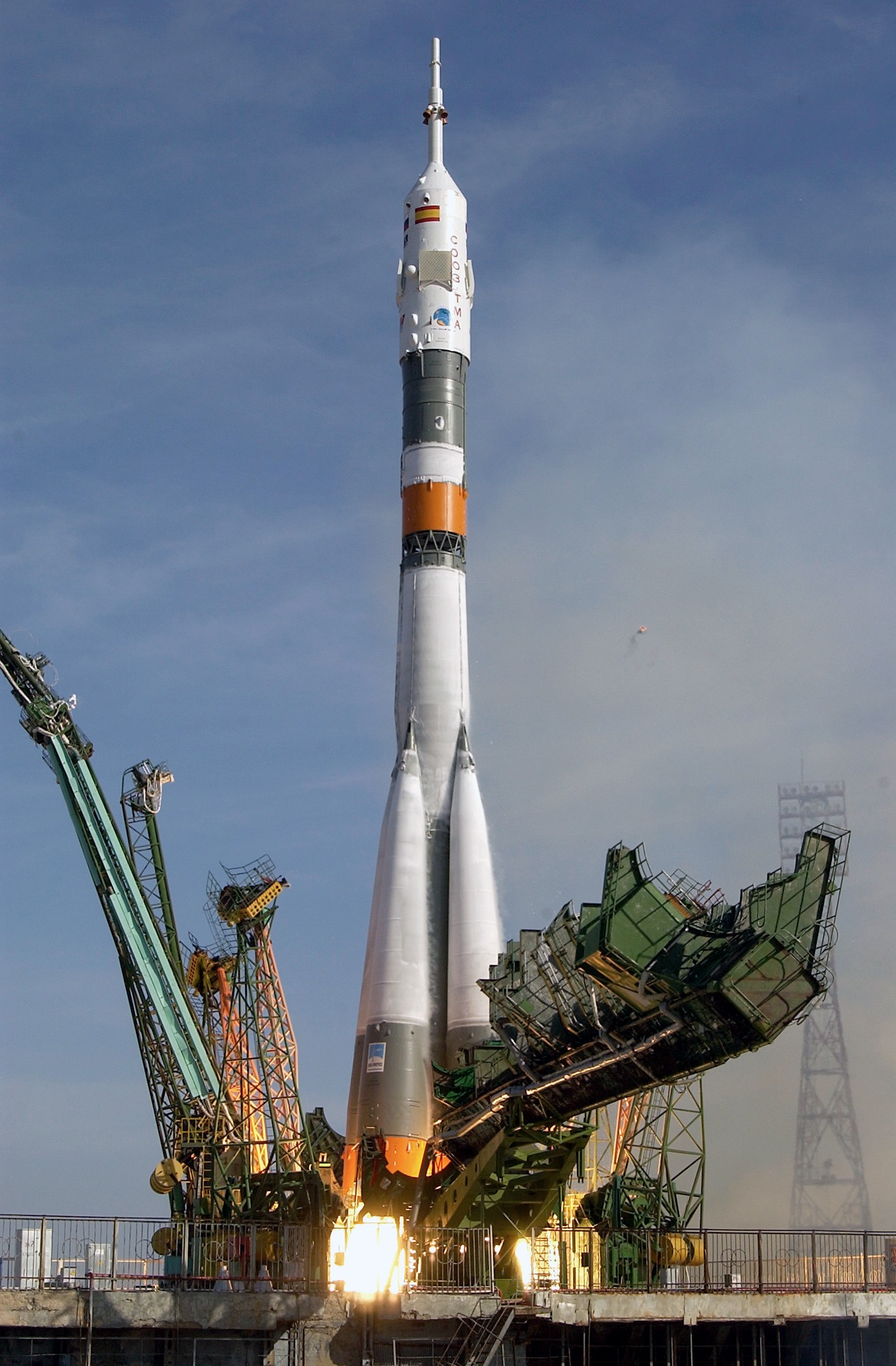
Стартовый комплекс № 1

19 августа 1960 года в 11:44 по московскому времени со стартового комплекса № 1 (45°55′00″ с. ш. 63°20′00″ в. д.) был осуществлён успешный запуск второго космического корабля-спутника. Кабину, в которой находились Белка и Стрелка, поместили в корабль за два часа до старта. Подготовкой корабля к запуску руководил лично Сергей Павлович Королёв. Во время старта и набора высоты у собак наблюдались сильно учащённые дыхание и пульс, но когда корабль был выведен на орбиту, все нормализовалось.
Система жизнеобеспечения, установленная в кабине корабля-спутника, полностью обеспечивала нормальную жизнедеятельность животных. Давление, температура и влажность воздуха в кабине корабля обеспечивались системами жизнедеятельности в пределах установленной нормы. Периодически проводилась очистка воздуха. Автоматы кормления обеспечивали пищей и водой Белку и Стрелку два раза в сутки, в рамках эксперимента по возможности приёма пищи в невесомости. Регистрацию физиологических функций в течение всего полёта обеспечивал специально разработанный комплект медицинской исследовательской аппаратуры. Установка для регенерации воздуха содержала специальное регенерационное вещество, которое поглощало углекислоту и водяной пар и выделяло при этом необходимое количество кислорода. Запас регенерационного вещества обеспечивал потребности животных в кислороде в течение продолжительного времени.
Наблюдение за состоянием и поведением собак впервые велось с помощью телевизионной системы. Видеоинформация, передававшаяся с борта корабля во время прохождения корабля-спутника в зоне действия наземных приёмных пунктов, регистрировалась на киноплёнку. В дальнейшем при просмотре этой плёнки можно было определить, как вело себя животное в определённый момент и какие физиологические изменения в этот период происходили. Кроме того, информация, накопленная во время нахождения корабля вне зоны видимости наземных служб, передавалась на Землю позднее. В полёте регистрировались частота пульса, дыхания, артериальное давление (в сонных артериях), электрокардиограммы, фонокардиограммы (тоны сердца), двигательная активность животных и температура тела. Координация движения животных изучалась с помощью телевидения и контактно-реостатных датчиков, воспринимавших движения животных и передававших о них по телеметрии. Медицинская информация с борта корабля-спутника передавалась на наземные радиотелеметрические системы. Врачи-физиологи обрабатывали полученные данные и специальным кодом передавали их в центр управления полётом. Информация обрабатывалась с помощью ЭВМ. После стресса, вызванного взлётом, Белка и Стрелка вели себя спокойно, вначале даже немного вяло. Несмотря на перегрузки и вибрацию вначале, собаки с аппетитом ели свою специализированную пищу. Состояние невесомости не оказывало существенного воздействия на систему кровообращения. Температура тел собак не изменялась в течение всего полёта. Однако после четвёртого витка вокруг Земли Белка почему-то стала крайне беспокойна, пыталась вырваться из привязных ремней и лаяла. Её стало тошнить. Несмотря на это, послеполётные анализы не выявили у Белки особых отклонений от нормы. Через несколько часов после старта выяснилось, что на корабле отказал датчик инфракрасной вертикали, поэтому для предпосадочной ориентации была использована резервная солнечная система.
20 августа 1960 года в 13:32 МСК на 18 витке с Земли была дана команда на запуск цикла спуска. Была включена тормозная двигательная установка, и корабль сошёл с орбиты. Через некоторое время спускаемый аппарат успешно приземлился в заданном районе (треугольник Орск-Кустанай-Амангельды) в 10 км от расчётной точки. Программа была выполнена полностью. По первому визуальному осмотру, когда специалисты прибыли на место приземления, было видно, что Белка и Стрелка чувствуют себя удовлетворительно. Иногда во время тренировок в центре подготовки бывало, что собаки выглядели хуже.
За время своего полёта Белка и Стрелка преодолели расстояние в 700 тыс. км.

## Результаты полёта

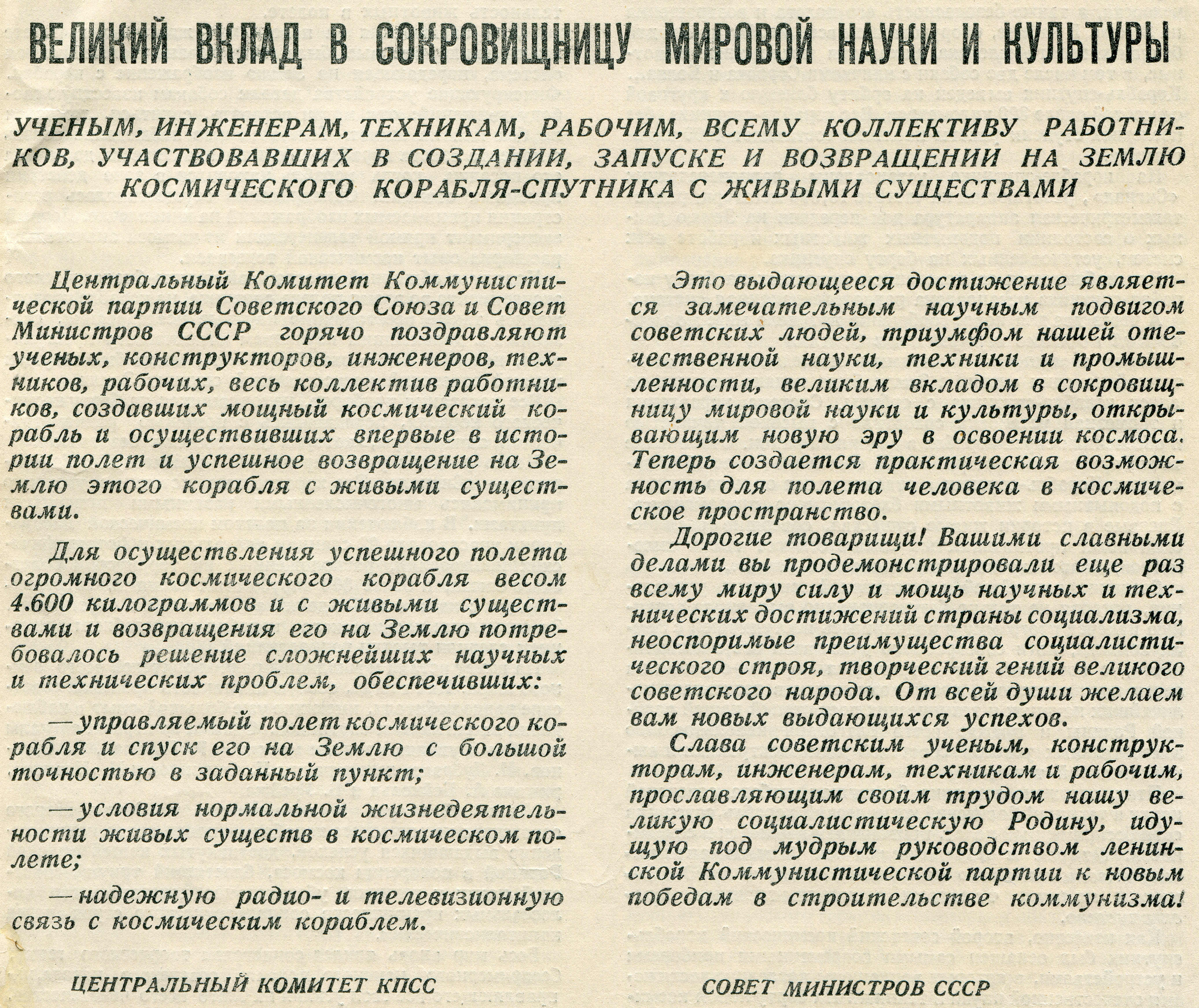
Сообщение ЦК КПСС и Совета Министров СССР о космическом полёте собак Белка и Стрелка. 1960 год.

Эксперимент суточного орбитального полёта Белки и Стрелки на втором космическом корабле-спутнике являлся существенным вкладом в изучение и освоение космического пространства. Объём проведённых исследований и характер решаемых при этом задач позволили сделать выводы о возможности человека совершить орбитальный полёт вокруг Земли. Во время полёта Белки и Стрелки и согласно результатам, полученным после него, учёными были получены уникальные научные данные о влиянии факторов космического полёта на физиологические, биохимические, генетические и цитологические системы животных (в том числе и млекопитающих) и растений.
У Белки и Стрелки после орбитального полёта биохимические исследования показали, что суточный полёт вызвал у них реакцию типа «стресс», но на Земле эти отклонения быстро возвратились к исходным значениям. Было сделано заключение о временности данной реакции во время полёта. Заметных изменений в обмене веществ также не было обнаружено. Учёных насторожили некоторые особенности физиологического состояния собаки Белки, которая после четвёртого витка стала крайне беспокойной, билась и пыталась освободиться от элементов крепления. Собака лаяла, было отчётливо видно, что она плохо себя чувствует, хотя её попутчица Стрелка весь полёт провела спокойно. Никаких отклонений в проведённых послеполётных анализах у собак не наблюдалось. Были сделаны выводы, что необходимо осторожно подходить к вопросам планирования предстоящего полёта человека в космос. На основании этого было принято решение ограничить полёт первого человека в космос минимальным количеством витков. Так что Белка фактически предопределила одновитковый полёт первого космонавта Юрия Алексеевича Гагарина.
После того как данный эксперимент показал, что возможен безопасный спуск с орбиты, была создана специальная поисково-спасательная служба. В её состав также входили и научные сотрудники, готовившие Белку и Стрелку к полёту и хорошо знавшие их индивидуальные особенности, чтобы на месте приземления оперативно и точно определить состояние собак.
На следующий день после возвращения собак из космоса была организована пресс-конференция в ТАСС.

## После полёта
Через несколько месяцев после полёта Стрелка принесла здоровое потомство из шестерых щенков. Белка и Стрелка жили при Государственном научно-исследовательском и испытательном институте авиационной и космической медицины и умерли в глубокой старости. В настоящее время их чучела находятся в Мемориальном музее космонавтики в Москве.
Один из щенков Стрелки, Пушинка, которая была подарена Жаклин Кеннеди по её просьбе, росла в президентской семье в США и принесла потомство от другого обитателя Белого дома, кобеля Чарли.

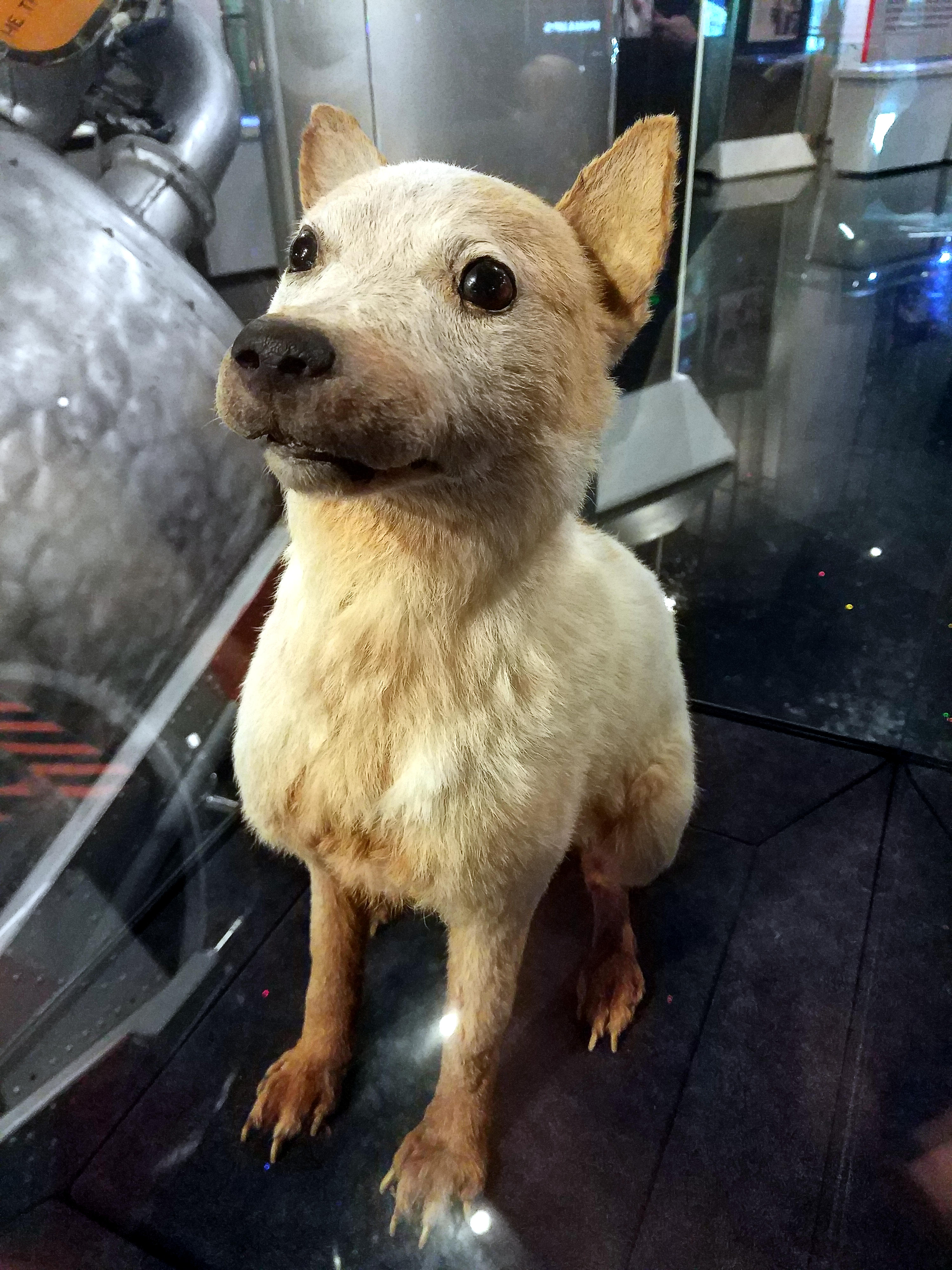
Чучело Белки
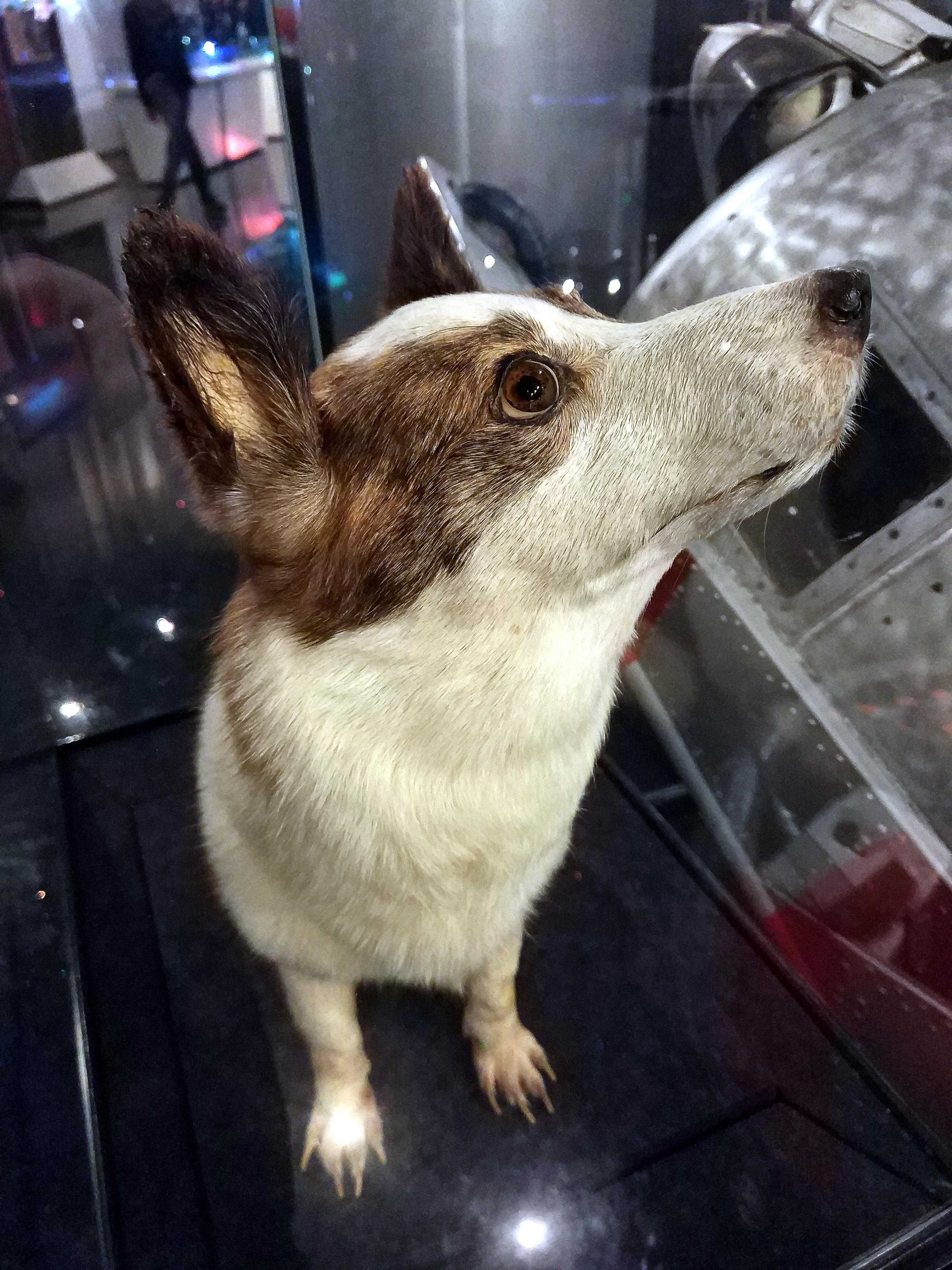
Чучело Стрелки

## Культура
- мультфильм «Звёздная сказка» (2004). В мультфильме также используется песня группы «Мегаполис» «Белка и Стрелка»[11];
- мультсериал «Настоящие приключения Белки и Стрелки» (2008)[12];
- компьютерный анимационный фильм в формате 3D «Белка и Стрелка. Звёздные собаки» (2010) и его продолжения:
  - мультсериал «Белка и Стрелка. Озорная семейка» (2011);
  - мультфильм «Белка и Стрелка. Лунные приключения» (2014);
  - мультсериал «Белка и Стрелка. Тайны космоса» (2018)[13];
  - мультфильм «Белка и Стрелка. Карибская тайна» (2020);
- ХМК СССР, 1960. Первые космические путешественники Белка и Стрелка;
- памятная марка[14], выпущенная почтой России к 50-летию полёта;
- почтовая марка Приднестровья, выпущенная к 60-летию полёта
- мюзикл «Белка и Стрелка», снятый по мотивам мультфильма «Белка и Стрелка. Звёздные собаки».

Память
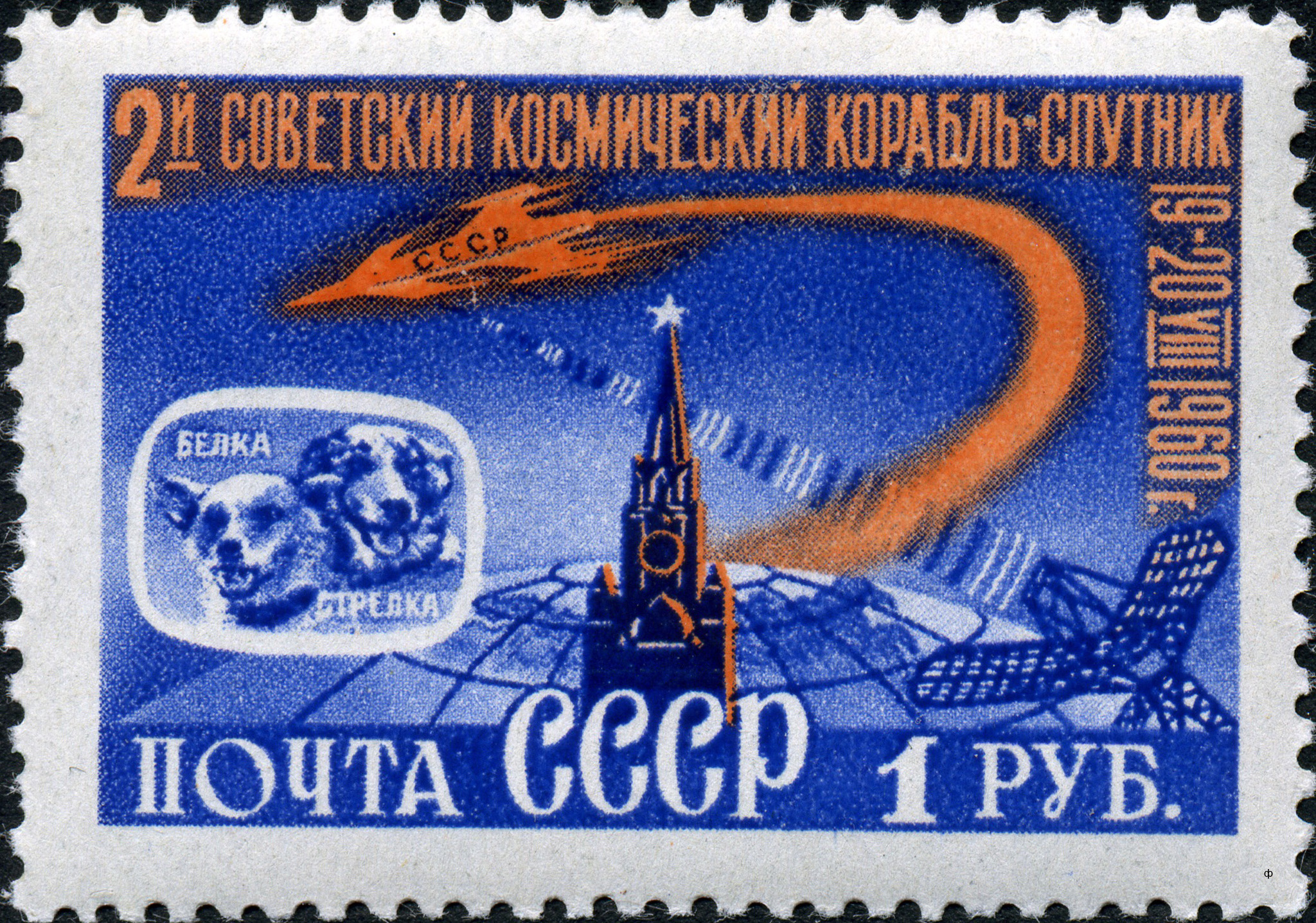
Почтовая марка СССР, посвящённая полёту Спутника-5 с собаками на борту
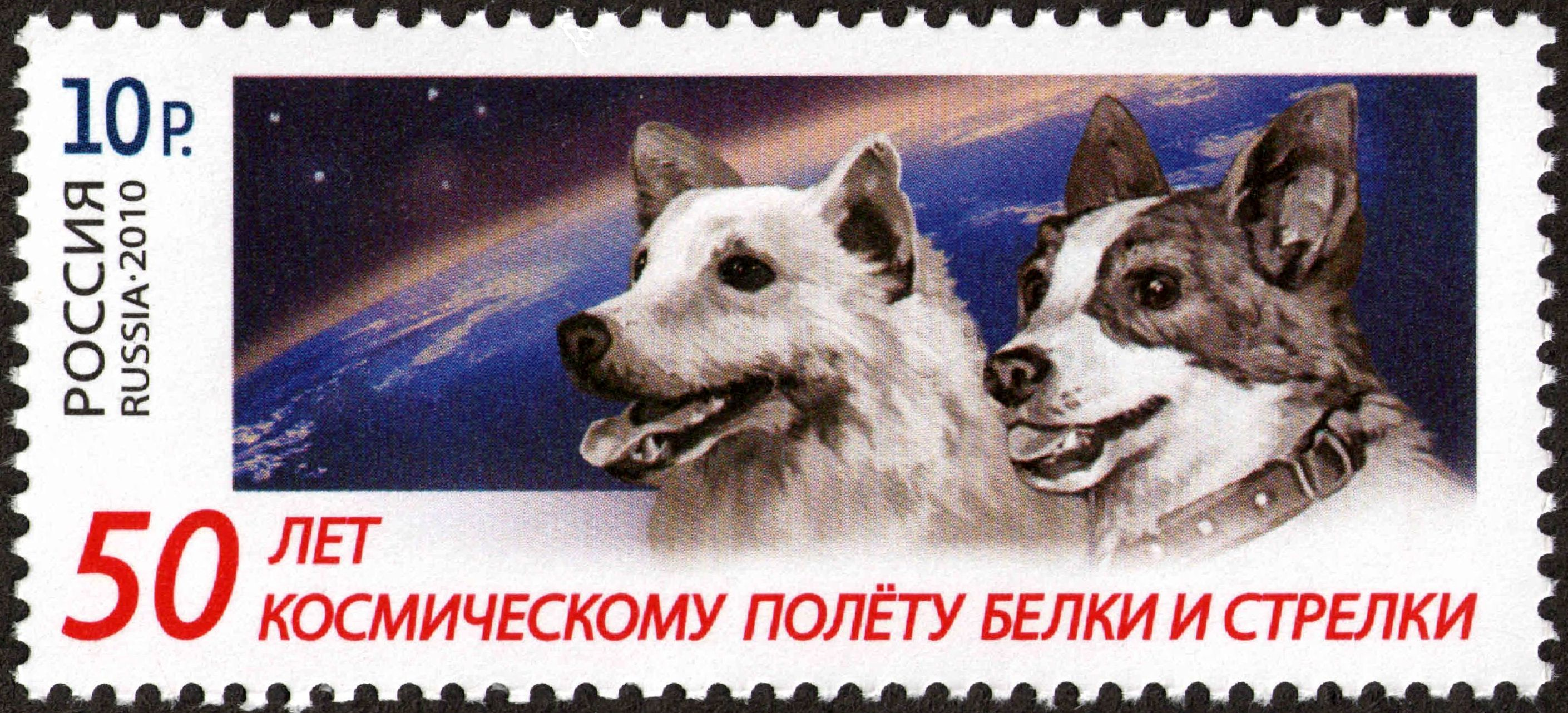
Памятная марка России в честь 50-летия полёта Белки и Стрелки
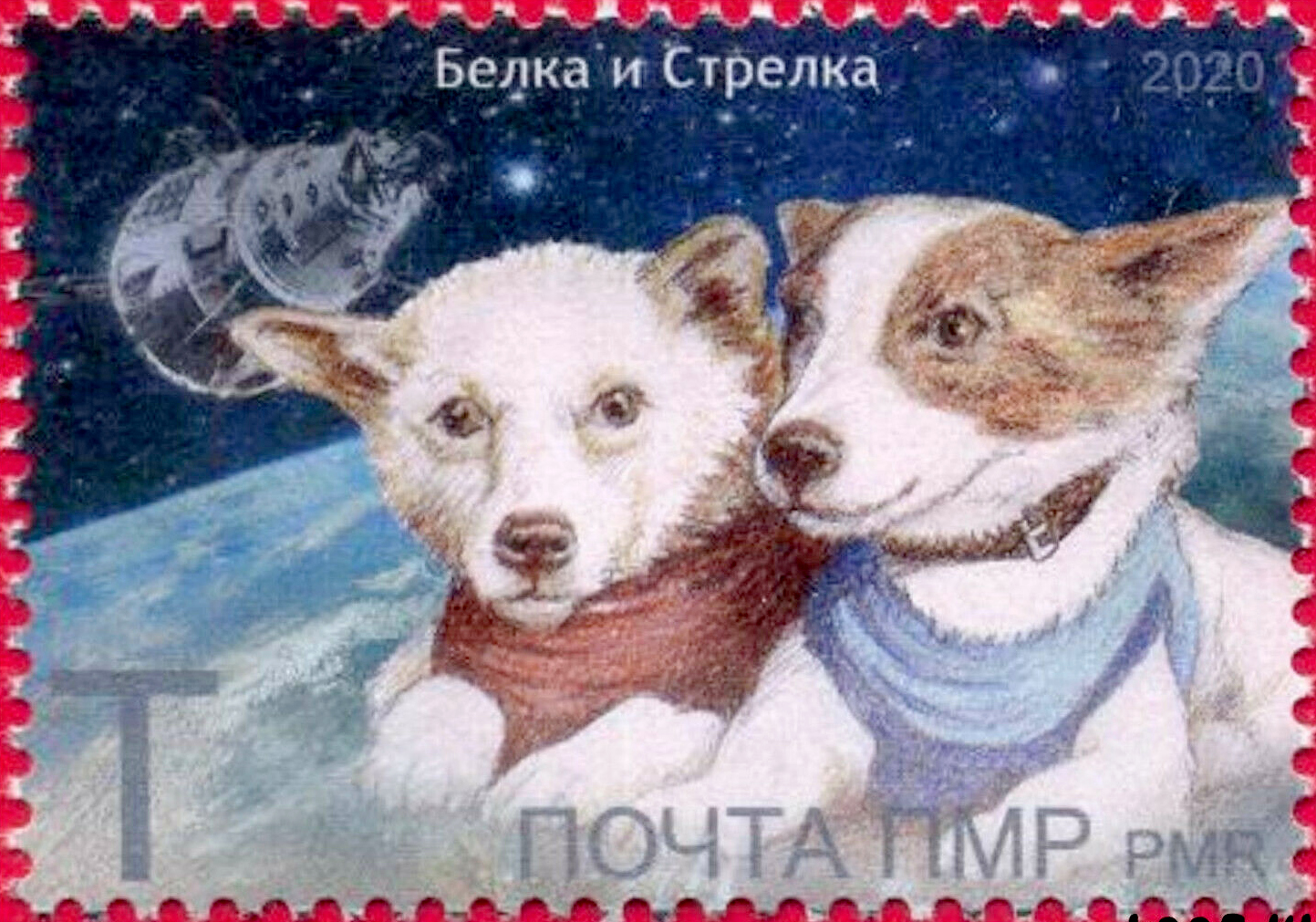
Почтовая марка Приднестровья в честь 60-летия полёта Белки и Стрелки
Кадр из мультфильма «Белка и Стрелка. Звёздные собаки»
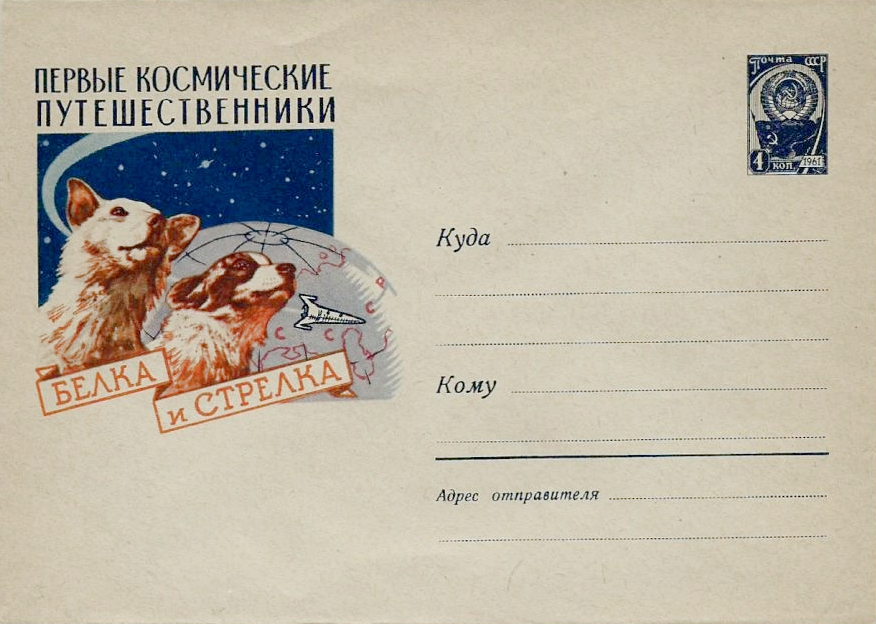
ХМК СССР, 1960. Первые космические путешественники Белка и Стрелка.
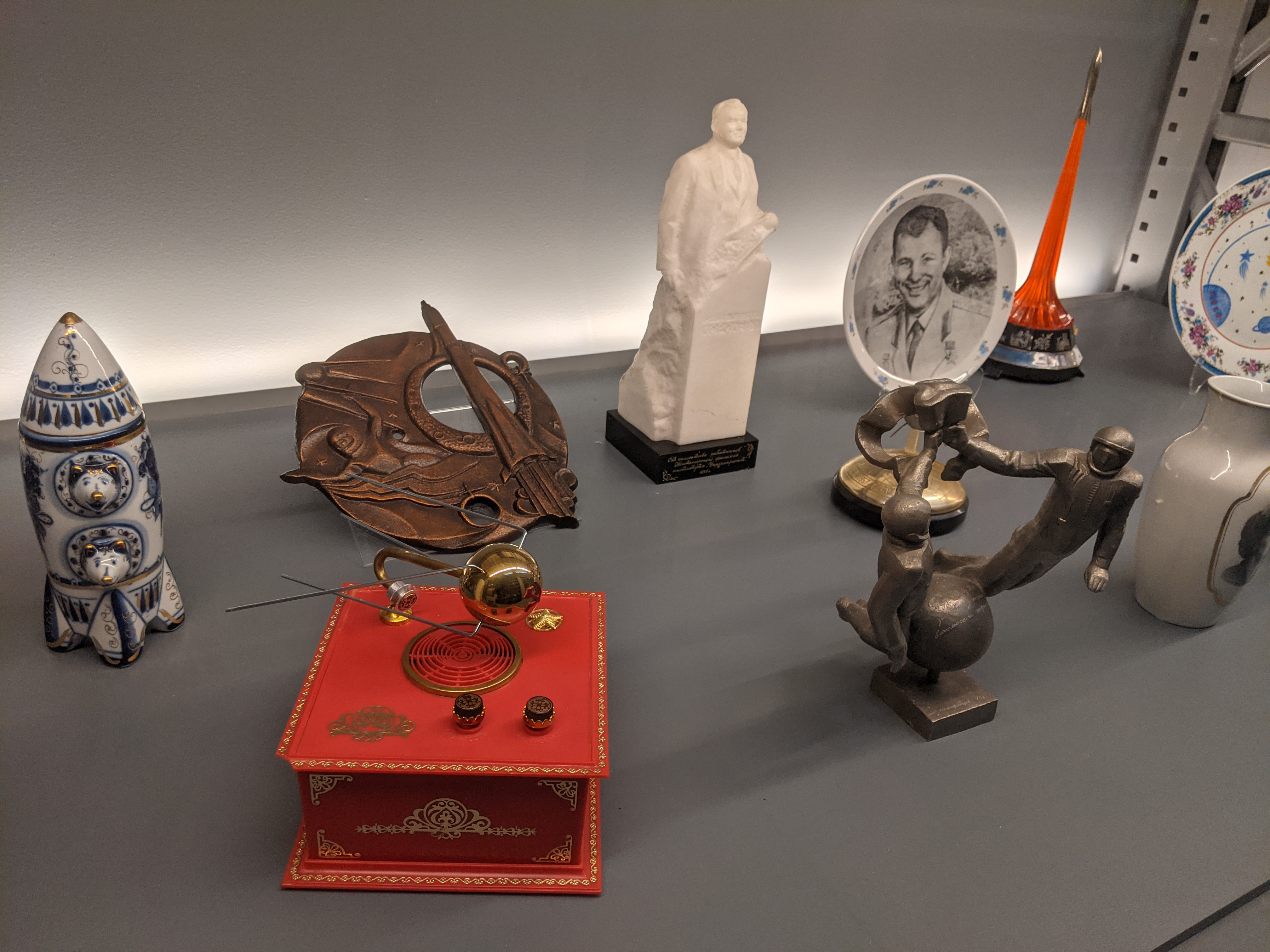
Посуда в форме ракеты с Белкой и Стрелкой на борту периода космической гонки
Конверт "Первые космические путешественники Белка и Стрелка". СГ: "День космонавтики" Харьков, 1963 г.
Конверт "Космонавты Стрелка и Белка". СГ: "День космонавтики" Харьков, 1963 г.

## Факты
- По словам участвовавшей в подготовке собак к полёту А. Р. Котовской, у Белки и Стрелки сначала были имена Капля и Вильна[15].
- Во время полёта мимо «Спутника-5» на более высокой орбите пролетел спутник США «Эхо-1». В это время по какой-то причине обе собаки дружно залаяли. У теленаблюдателей на Земле появилось впечатление, что собаки лают на американский спутник, что придало комичность ситуации[16].
- Щенка Пушинка из помёта Стрелки подарили семье президента США Джона Кеннеди[17]. Затем она родила от собаки Дж. Кеннеди вельш-терьера Чарли четверых щенят, которых назвали Блэки, Уайт Типс, Баттерфляй и Стрикер. Президент Кеннеди прозвал щенков «папниками» (скрестив слова pup (щенок) и sputnik)[18][19].
- Один из щенков потомства Стрелки долгое время жил в питомнике Школы усовершенствования командного состава военизированной охраны Министерства путей сообщения СССР под присмотром К. С. Ахлебининского, принимавшего участие в подготовке собак к полёту в космос[20].